# Ophiocaryon klugii
Ophiocaryon klugii är en tvåhjärtbladig växtart som beskrevs av Rupert Charles Barneby. Ophiocaryon klugii ingår i släktet Ophiocaryon och familjen Sabiaceae. Inga underarter finns listade.